# Alegorías al Trabajo y las Artes

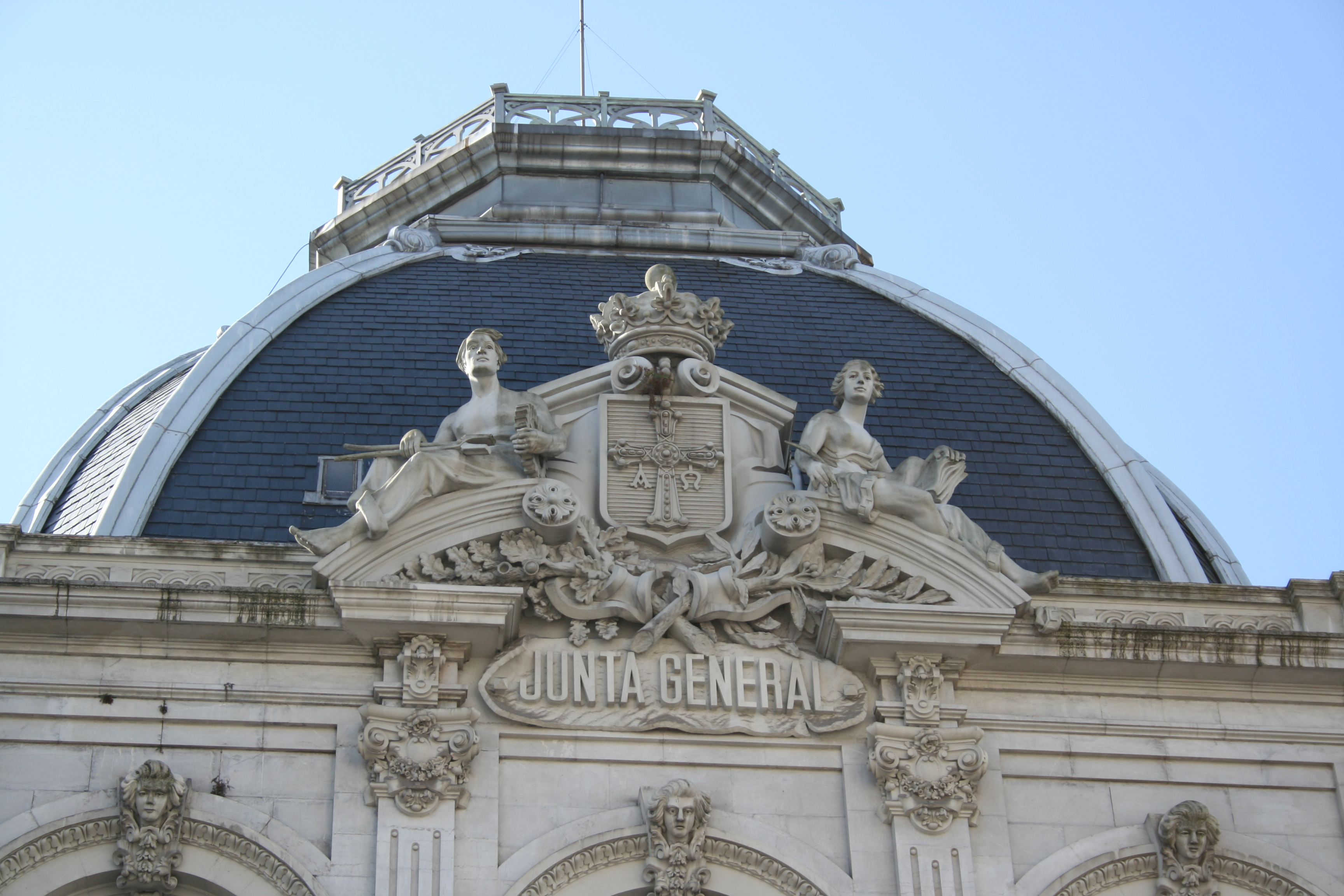
Alegorías al Trabajo y las Artes

La escultura conocida como Alegorías del Trabajo y las Artes, ubicada en la fachada principal del edificio de la Junta General del Principado (c/ Fruela), en la ciudad de Oviedo, Principado de Asturias, España, es una de las más de un centenar que adornan las calles de la mencionada ciudad española.
El paisaje urbano de esta ciudad se ve adornado por obras escultóricas, generalmente monumentos conmemorativos dedicados a personajes de especial relevancia en un primer momento, y más puramente artísticas desde finales del siglo XX.
Las esculturas, hechas en piedra, son obra de Víctor Hevia, y están datadas entre 1915-1920. Son parte de la ornamentación de la fachada del edificio de la Diputación Provincial, que fue construido entre los años 1900 y 1910. Se trata de dos grandes figuras, una masculina, que está dedicada a la industria y otra, la femenina, dedicada a las artes.